# Mimosa ciliata
Mimosa ciliata är en ärtväxtart som beskrevs av Spreng.. Mimosa ciliata ingår i släktet mimosor, och familjen ärtväxter. Inga underarter finns listade i Catalogue of Life.